# هاينريش سيلفستر تيودور تيلينج
هاينريش سيلفستر تيودور تيلينج (بالألمانية: Heinrich Sylvester Theodor Tiling)‏ (و. 1818 – 1871 م) هو عالم نبات من ألمانيا .
توفي في نيفادا سيتي، نيفادا، كاليفورنيا .